# Ezequiel Noblea
Ezequiel Aldo Noblea (Argentina, 28 de marzo de 1996) es un futbolista argentino que juega de delantero en el Atlético Santo Domingo de la Serie B de Ecuador. No juega más en Ecuador. Hace ya más de 2 años.

## Trayectoria
Se inició como futbolista en el Talleres de Remedios de Escalada. En el 2018 llegó al San Martín de Burzaco que jugaba en la Primera C, dónde en la temporada 2019 fue el héroe al anotar goles que le sirvieron a su equipo para no descender a la Primera D.
En el 2020 obtiene su primera experiencia internacional al ser contratado por el Atlético Santo Domingo de la Serie B de Ecuador.

## Clubes
| Club                   | País      | Año               |
| ---------------------- | --------- | ----------------- |
| Talleres (RdE)         | Argentina | 2015 - 2018       |
| San Martín (Burzaco)   | Argentina | 2018 - 2019       |
| Atlético Santo Domingo | Ecuador   | 2020 - Actualidad |